# Les Crimes de monsieur Kissinger
Les Crimes de monsieur Kissinger est un livre de l'écrivain américano-britannique Christopher Hitchens publié en 2001 et qui dénonce les crimes de guerre supposément commis par Henry Kissinger, conseiller à la sécurité nationale puis secrétaire d'État des présidents américains Richard Nixon et Gerald Ford. 
Dans le rôle du procureur, Hitchens met en avant ce qu'il considère comme les preuves de la complicité de Kissinger dans une série de crimes de guerre en Indochine, au Bangladesh, au Chili, à Chypre et au Timor oriental.